# Шаровка (Богодуховский район)
Шаровка (укр. Шарівка) — посёлок (с 19 октября 1938 года), Шаровский поселковый совет, Богодуховский район, Харьковская область, Украина.
Является административным центром Шаровский поселковый совет, в который, кроме того, входят посёлок Першотравневое и село Марьино.

## Географическое положение
Посёлок городского типа Шаровка находится в 20 км на юг от Богодухова на обоих берегах реки Мерчик.
Ниже по течению примыкает к селу Мирное (Краснокутский район).
Выше по течению через 2 км село Хрущовая Никитовка.
По селу протекает безымянный ручей, на котором сделана большая запруда.
Село окружено большими лесными массивами.

## Происхождение названия
Названо по имени основателя — Шария Матвея Иосифовича.

## История
- 1670 — есаул Ахтырского полка Матвей Иосифович Шарий приобрёл за четыре рубля «луг и пахотную ниву по одну сторону от Мерчика».
- 1700 — хутор Матвея Иосифовича Шария на реке Мерчик, ставший слободой, на 1700 год имел 112 дворов с православной церковью, также имелись кирпичная и поташная мастерские.
- 1709 — Шарию, по его просьбе, было разрешено поселить на хуторе переселенцев из-за Днепра в количестве двадцати семей.
- 1836 — основано барское имение очередным хозяином Петром Ольховским. В том же году была основана приусадебная Благовещенская церковь (не сохранилась).
- В 1902 году в начале апреля население приняло участие в Харьковское крестьянское восстание[3]. Восстание было подавлено тремя взводами казаков из Константиновки. Сто человек перепороли нагайками, часть посадили в тюрьму, некоторых отправили на каторгу.[3]
- В 1903 году сахарозаводчик Леопольд Кёниг решил выселить революционно настроенных жителей села (300 семей) подальше от своего имения, для чего купил 6 000 десятин земли в Уфимской губернии, а затем «провёл» т. н. «приговор» крестьянской общины про переселение.[3]

1200 жителей села были принуждены продать свои земельные наделы (не желавших выгнали из домов принудительно) и выехать в сельскую местность в Уфимская губерния.
- Большая часть переселенцев возвратилась назад, некоторые погибли. Но по приезде они обнаружили, что их дома сожжены, земля перепахана и на месте села посажен сосновый лес. Данную местность, где была старая Шаровка, Кёниг назвал экономией Леопольдовкой в честь самого себя.[1]
- Возвратившиеся жители основали новую Шаровку на расстоянии двух км от старой.[1]
- 1938, 19 октября — изменён статус с села на посёлок городского типа.

Во время Великой Отечественной войны в 1941—1943 селение находилось под немецкой оккупацией и через него четырежды проходила линия фронта. Оккупирована Шаровка была 9 октября 1941 года, освобождена 25 февраля 1943 года, снова оккупирована 9 марта 1943, окончательно освобождена 17 августа 1943.
В начале ВОВ практически все взрослые мужчины ушли на фронт. В годы войны в 1941-45 годах 332
жителя посёлка воевали на фронтах в рядах Советской армии; 214 шаровцев были награждены орденами и медалями СССР. Около двухсот жителей пгт погибли в рядах Советской армии на фронтах войны.
В 1966 году население с административно подчинёнными населёнными пунктами составляло 4100 человек; здесь действовали больница, роддом, четыре школы (средняя, две восьмилетние и начальная), детский сад, четверо яслей, санаторий, совхоз имени Свердлова с 6724 га земли и пятью отделениями: Свердловским, Марьинским, Фёдоровским, Первомайским, Чапаевским; в совхозе работали 1200 человек.
В 1989 году численность населения составляла 1965 человек, по данным переписи 2001 года — 1929 человек, на 1 января 2013 года — 1691 человек.

## Экономика
- В селе есть молочно-товарная, птице-товарная и свино-товарная фермы.
- Лесничество.

## Достопримечательности
Шаровский парк — архитектурный комплекс, основанный в начале XIX века в имении помещика Петра Савича Ольховского. В конце XIX века приобретен богатым сахарозаводчиком Леопольдом Кёнигом. Созданием усадебного парка занимался известнный ландшафтный архитектор Георг Куфальдт. Окончательный свой вид усадьба приобрела к началу XX века.
Советской властью в имении был создан санаторий для больных туберкулёзом (переведен только в 2008); усадьба находится в запущенном состоянии, но реставрационные работы в небольших объёмах ведутся.

## Религиозные сооружения
- Церковь Николая Чудотворца.
- Свято-Николаевский храм.